# Dorothea Röschmann
Dorothea Röschmann (Flensburgo, 17 giugno 1967) è un soprano tedesco.

## Biografia
Ha studiato alla Scuola di musica di Amburgo, a Brema, Los Angeles, New York, Tel Aviv e Londra.
Nel 1995 debutta al Festival di Salisburgo come Susanna ne Le nozze di Figaro diretta da Nikolaus Harnoncourt.

## Discografia
- Bach, Cantate in dialogo (BWV 57, 49, 152) - Quasthoff/Röschmann/Kussmaul, 2007 Deutsche Grammophon
- Brahms: Ein deutsches Requiem - Berliner Philharmoniker/Sir Simon Rattle, 2007 Warner
- Haydn: Die Schöpfung - Nikolaus Harnoncourt/Arnold Schoenberg Chor/Christian Gerhaher/Concentus Musicus Wien/Dorothea Röschmann/Michael Schade, 2003 deutsche harmonia mundi
- Haendel, Messia (vers. 1754) - McCreesh/Gabrieli Consort, 1996 Archiv Produktion
- Handel: Giustino - Nicholas McGegan/Freiburger Barockorchester/Michael Chance, 1995 harmonia mundi
- Keiser: Croesus - René Jacobs/Akademie für Alte Musik Berlin, 2000 harmonia mundi
- Mahler, Klagende Lied (Live, Salisburgo, 2011) - Boulez/WPO/Röschmann/Larrson/Botha, 2011 Deutsche Grammophon
- Mahler: Symphony No. 4 - Royal Concertgebouw Orchestra/Mariss Jansons/Dorothea Röschmann, 2015 RCO
- Mozart Arias - Dorothea Röschmann/Daniel Harding, 2015 Sony
- Mozart, Flauto magico - Abbado/Pape/Strehl/Miklósa, 2005 Deutsche Grammophon
- Mozart: Le nozze di Figaro - Anna Netrebko/Vienna Philharmonic Orchestra/Nikolaus Harnoncourt, 2007 Deutsche Grammophon
- Pergolesi: Stabat Mater, Salve Regina - David Daniels/Dorothea Röschmann/Europa Galante/Fabio Biondi, 2006 EMI Virgin Erato
- Schubert: Alfonso und Estrella, D. 732 - Berliner Philharmoniker/Nikolaus Harnoncourt/Dorothea Röschmann/Kurt Streit/Christian Gerhaher/Jochen Schmeckenbecher/Hanno Müller-Brachmann/Rundfunkchor Berlin, 2015 Berliner Philharmoniker
- Schubert: Mass No. 6 in E Flat Major, D 950 - Berliner Philharmoniker/Nikolaus Harnoncourt/Dorothea Röschmann/Bernarda Fink/Jonas Kaufmann/Christian Elsner/Christian Gerhaher/Rundfunkchor Berlin, 2015 Berliner Philharmoniker
- Schumann Berg, Liederkreis op. 24/Frauenliebe und Leben/7 Lieder - Röschmann/Uchida, 2015 Decca - Grammy Award for Best Classical Vocal Solo 2017
- Schumann: The Complete Songs, Vol. 7 – Dorothea Röschmann/Ian Bostridge/Graham Johnson, 2002 Hyperion - Echo 2003
- Telemann: Orpheus - Akademie für Alte Musik Berlin/René Jacobs/RIAS Kammerchor, 1998 harmonia mundi
- Verdi: Falstaff - Adrianne Pieczonka/Berliner Philharmoniker/Bryn Terfel/Claudio Abbado/Dorothea Röschmann/Thomas Hampson (cantante), 2001 Deutsche Grammophon
- Wagner: Tannhäuser - Alfred Reiter/Chor der Deutschen Staatsoper Berlin/Daniel Barenboim/Dorothea Röschmann/Gunnar Gudbjornsson/Hanno Müller-Brachmann/Jane Eaglen/Peter Seiffert/René Pape/Staatskapelle Berlin/Stephan Rügamer/Thomas Hampson/Waltraud Meier, 2001 Warner
- Weber: Der Freischütz - Berliner Philharmoniker/Christine Schäfer/Dorothea Röschmann/Ekkehard Schall/Elisabeth von Magnus/Endrik Wottrich/Gilles Cachemaille/Kurt Moll/Luba Orgonasova/Marcia Bellamy/Matti Salminen/Nikolaus Harnoncourt/Rundfonkchor Berlin/Wolfgang Holzmair, 1996 Teldec
- Portraits - Dorothea Röschmann, 2014 Sony

## DVD
- Mozart: La clemenza di Tito (Salzburg Festival, 2003) - Dorothea Röschmann/Elina Garanča/Barbara Bonney/Luca Pisaroni/Nikolaus Harnoncourt, Arthaus Musik
- Mozart: Così fan tutte (Staatsoper Berlin, 2002) - Daniel Barenboim, TDK
- Mozart, Nozze di Figaro (Salisburgo 2006) - Harnoncourt/Netrebko/Arcangelo, Deutsche Grammophon
- Mozart: Le nozze di Figaro (Royal Opera House, 2006) - Antonio Pappano, Opus Arte
- Mozart: Le nozze di Figaro (Staatsoper Unter den Linden, 1999) - René Pape/Peter Schreier/Daniel Barenboim, Arthaus Musik
- Mozart: Die Zauberflöte (Paris Opera, 2001) - Piotr Beczała/Dorothea Röschmann/Matti Salminen/Desirée Rancatore, Arthaus Musik
- Mozart: Die Zauberflöte (Royal Opera House, 2003) - Diana Damrau/Simon Keenlyside/Colin Davis (direttore d'orchestra), Opus Arte
- Schubert: Fierrabras (Salzburg Festival, 2014) - Ingo Metzmacher, regia Peter Stein, C Major